# Attersee (jezioro w Austrii)
Attersee, Kammersee – jezioro położone w austriackim powiecie Vöcklabruck. Jest największym jeziorem rekreacyjnym obszaru Salzkammergut, który znajduje się na terenie trzech krajów związkowych Austrii: Górnej Austrii, Salzburga oraz Styrii. Temperatura wody w lecie osiąga nawet 22 °C.

## Sporty wodne
Attersee cechuje czysta woda (przezroczystość sięga 30 m), wielka ilość ryb i stałe, silne wiatry. Przyciąga to licznych żeglarzy, rybaków i pływaków. W sezonie żeglarskim organizowane są tu liczne regaty. W lipcu i sierpniu obowiązuje bezwarunkowy zakaz uprawiania sportów motorowodnych. Polska lekarka z Torunia utopiła się w tym jeziorze dnia 22.06.2025 r.

## Kultura

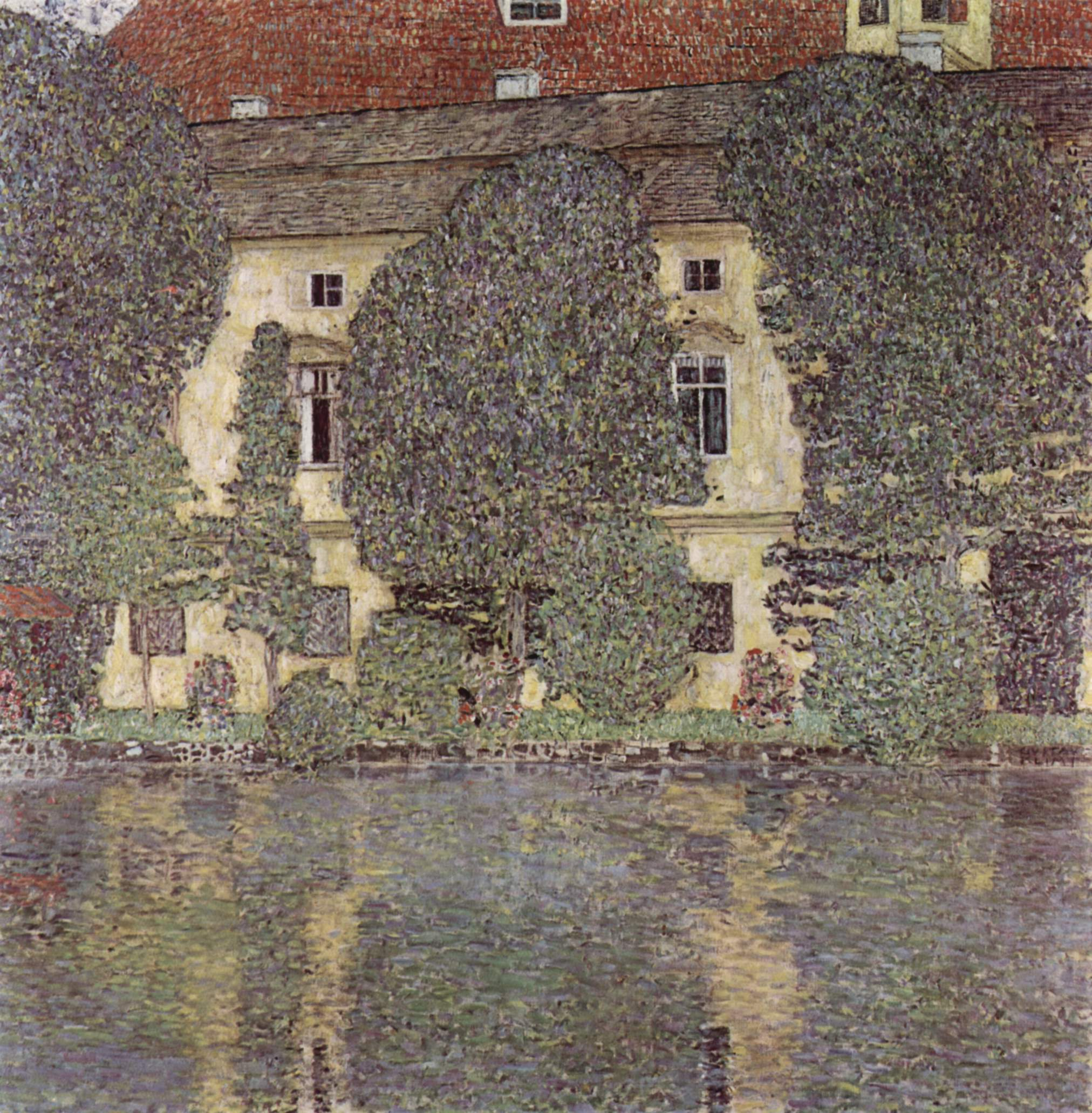
Schloss Kammer am Attersee. Gustav Klimt, 1910

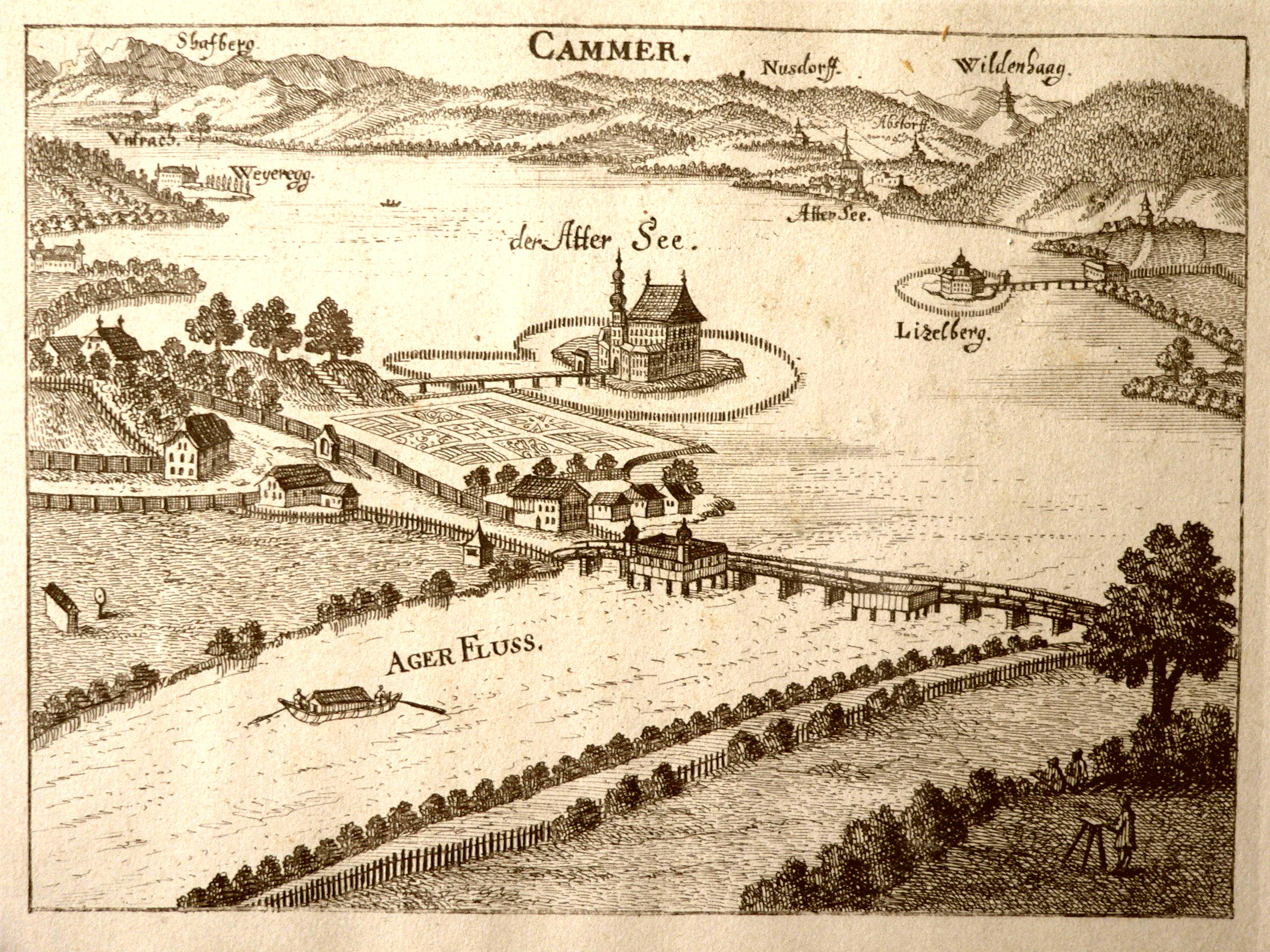
Attersee Miedzioryt G.B.Vischera z 1672 roku

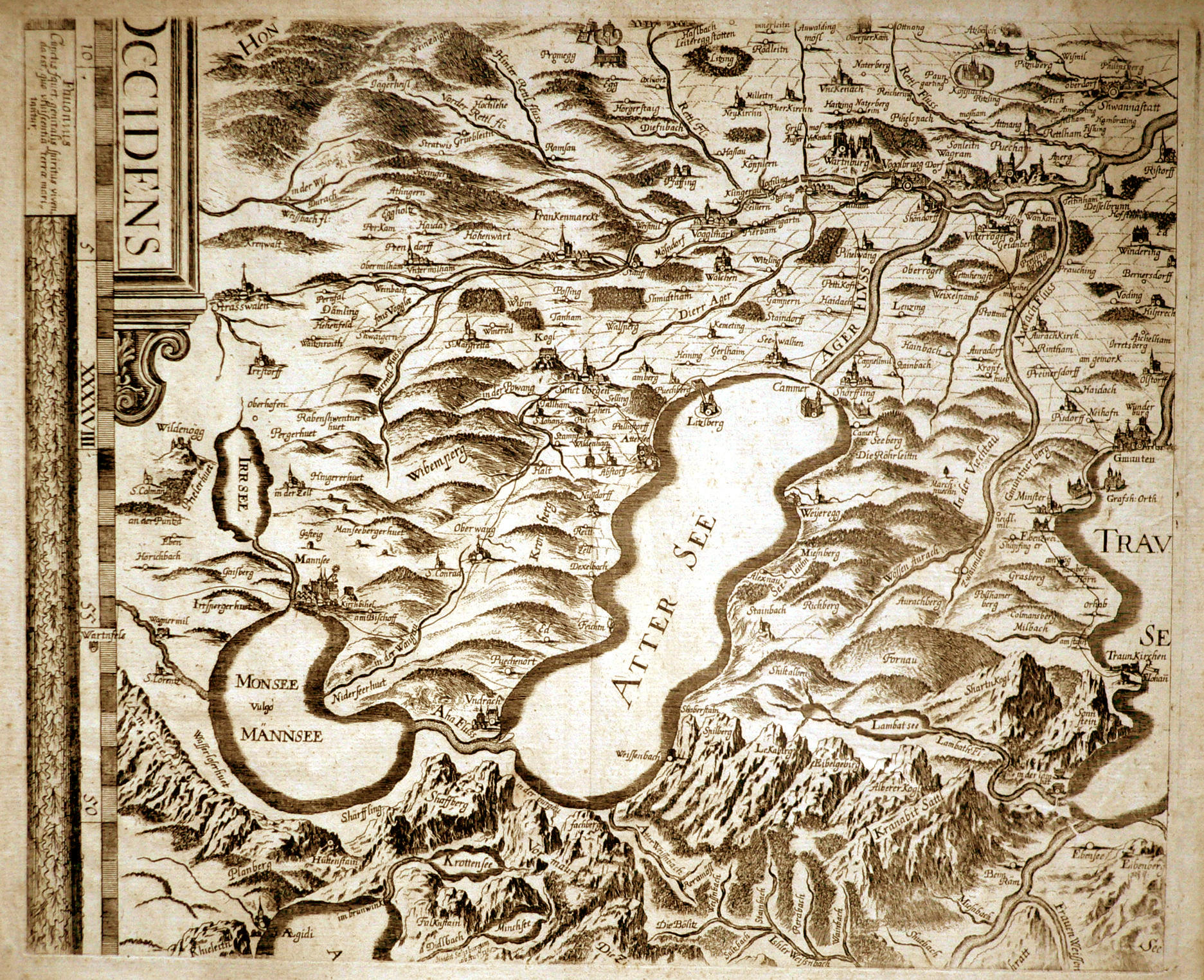
Mapa Attersee z 1672 (G.B.Vischer)

Na wyspie Litzlberg znajduje się mały zamek, który latem często odwiedzał Gustav Klimt, pozostawiając w spuściźnie znaczną liczbę obrazów z tego regionu.